# Flavio Cipolla
Flavio Cipolla (ur. 20 października 1983 w Rzymie) – włoski tenisista, reprezentant w Pucharze Davisa.

## Kariera tenisowa
Karierę tenisową Cipolla rozpoczął w 2003 roku.
W grze pojedynczej, oprócz zwycięstw w turniejach rangi ITF Futures, wygrał pięć imprez kategorii ATP Challenger Tour, zwyciężając najpierw w maju 2006 roku w Turynie, rok później w Trani i Genui, w styczniu 2008 roku w Numei, a w lutym 2011 roku w Burnie.
Na początku maja 2016 roku triumfował w zawodach ATP World Tour w grze podwójnej w Stambule, a partnerował mu Dudi Sela.
W marcu roku 2009 Cipolla zadebiutował w reprezentacji Włoch w Pucharze Davisa w rundzie przeciwko Słowacji. Swój singlowy pojedynek wygrał z Lukášem Lackiem, natomiast w deblu razem z Potito Starace przegrali z duetem Michal Mertiňák–Filip Polášek.
W rankingu gry pojedynczej Włoch najwyżej był na 70. miejscu (23 kwietnia 2012), a w klasyfikacji gry podwójnej na 75. pozycji (14 lipca 2008).

### Finały w turniejach ATP World Tour
| Legenda                                      |
| -------------------------------------------- |
| Wielki Szlem                                 |
| Igrzyska olimpijskie                         |
| Tennis Masters Cup / ATP Finals              |
| ATP Masters Series / ATP Tour Masters 1000   |
| ATP International Series Gold / ATP Tour 500 |
| ATP International Series / ATP Tour 250      |

#### Gra podwójna (1–0)
| Końcowy wynik | Nr | Data        | Turniej | Nawierzchnia | Partner   | Przeciwnicy                      | Wynik finału   |
| ------------- | -- | ----------- | ------- | ------------ | --------- | -------------------------------- | -------------- |
| Zwycięzca     | 1. | 1 maja 2016 | Stambuł | Ceglana      | Dudi Sela | Andrés Molteni Diego Schwartzman | 6:3, 5:7, 10–7 |